# Unternammer Holz (niedersächsischer Teil)
Unternammer Holz (niedersächsischer Teil) este o arie protejată (sit de importanță comunitară — SCI) din Germania întinsă pe o suprafață de 23,53 ha, integral pe uscat.

## Localizare
Centrul sitului Unternammer Holz (niedersächsischer Teil) este situat la coordonatele 52°15′53″N 8°58′37″E / 52.2647°N 8.9769°E.

## Înființare
Situl Unternammer Holz (niedersächsischer Teil) a fost declarat sit de importanță comunitară în ianuarie 2005 pentru a proteja un număr necunoscut de specii din flora spontană și fauna sălbatică aflate în arealul zonei.

## Biodiversitate
Situată în ecoregiunea continentală, aria protejată conține 5 habitate naturale: Liziere de ierburi înalte hidrofile de câmpie și de nivel montan până la alpin, Fânețe de joasă altitudine (Alopecurus pratensis, Sanguisorba officinalis), Păduri de fag Asperulo-Fagetum, Păduri de stejar sau de stejar și carpen sub-atlantice și medio-europene de Carpinion betuli, Păduri aluvionare cu Alnus glutinosa și Fraxinus excelsior (Alno-Padion, Alnion incanae, Salicion albae).
La baza desemnării sitului se află un număr nedeclarat de specii protejate.